# KS Warszawianka
El KS Warszawianka fue un equipo de fútbol de Polonia que jugó en la Ekstraklasa, la primera división nacional.

## Historia
Fue fundado en el año 1921 en la capital Varsovia por las familias Luxemburgs y Loths, como un club multideportivo con secciones en baloncesto, hockey sobre hielo, ciclismo, esgrima, balonmano y natación, aunque daban prioridad al fútbol.
Gana el campeonato de Varsovia en 1925 y dos años después consigue el ascenso a la Ekstraklasa, participando por 12 temporadas consecutivas en la primera división hasta 1939, cuando la liga se cancela a causa de la invasión alemana de Polonia de 1939.
Al finalizar la Segunda Guerra Mundial el destino del club nunca fue el mismo, no volvió a participar en los torneos nacionales y desaparece en 1971, aunque todas sus demás secciones deportivas continúan activas.

## Palmarés
- Campeonato de Varsovia: 1

1925